# Annemarie Gualthérie van Weezel
Ana María Gualthérie van Weezel (La Haya, 18 de diciembre de 1977) es una periodista neerlandesa, por matrimonio "Princesa de Bourbon de Parme" y miembro de la familia real neerlandesa. Es prima política del actual rey de los Países Bajos, Guillermo Alejandro.

## Biografía
Annemarie Gualthérie van Weezel nació el 18 de diciembre de 1977 en La Haya, Países Bajos, siendo la hija de Hans Gualthérie van Weezel, un político neerlandés y Gerarda Gezina Jolande "Ank" de Visser.
Su padre sirvió como embajador neerlandés en Luxemburgo.

## Títulos, tratamientos y distinciones honoríficas
- 18 de diciembre de 1977 – 12 de junio de 2010: Señorita Annemarie Gualthérie van Weezel[2]
- 12 de junio de 2010 – Presente: Su Alteza Real la princesa Annemarie de Bourbon de Parme[3]